# اوپیتسه
اوپیتسه (به چکی: Úpice) یک منطقهٔ مسکونی و شهرستان دارای شهرک سابقاً روستا در جمهوری چک است که در شهرستان تروتنوف واقع شده‌است.
 اوپیتسه  ۵٬۹۲۱ نفر جمعیت دارد.